# Ernst Mohr (Chemiker)
Ernst Wilhelm Max Mohr  (* 30. Mai 1873 in Dresden; † 7. März 1926 in Heidelberg) war ein deutscher Chemiker (Organische Chemie). Er war ein Pionier der Stereochemie und Konformationslehre (Sachse-Mohrsche Theorie), die sich aber erst Jahrzehnte nach seinem Tod stärker entwickelte.
Er war der Sohn des Bauingenieurs Christian Otto Mohr, besuchte das Gymnasium in Dresden und studierte ab 1891 Chemie an der TH Dresden mit dem Diplom 1893, wobei Rudolf Schmitt sein Lehrer war. Nach Wehrdienst als Einjährig-Freiwilliger setzte er sein Studium ab 1894 an der TH Dresden fort (Schlussprüfung 1896), wobei er sich unter Ernst von Meyer mit organischer Chemie des Stickstoffs befasste. Da er an der TH Dresden damals nicht promovieren konnte, ging er die Universität Kiel, an der er 1897 bei Theodor Curtius
promoviert wurde (Über die Einwirkung von Diacetonitril auf Aldehyde). Er war Assistent von Curtius und folgte ihm nach Bonn und Heidelberg und habilitierte sich 1900 in Heidelberg (Amine der Pyridinreihe). Er war Privatdozent und ab 1906 nichtplanmäßiger außerordentlicher Professor, erkrankte aber 1908 an einer Rückenmarkserkrankung, die zu fortschreitender Lähmung führte, so dass er 1914 die experimentelle Forschung aufgeben musste (vorher hatte er sich noch mit Assistenten und Schülern zu helfen gewusst). Er arbeitete danach theoretisch und hielt noch zu Hause Vorlesungen über Stereochemie. Noch im Sommersemester 1923 hatte er einen Lehrauftrag. Zuletzt veröffentlichte er 1924. Er ertrug sein Leiden mit großer Ruhe und verfiel schnell, nachdem seine Frau starb.
Er interessierte sich vor allem für theoretische organische Strukturchemie. Als Privatdozent hielt er auch Vorlesungen über chemisches Rechnen (mit dem Rechenschieber). Experimentell befasste er sich mit der Hofmann-Umlagerung. In der Stereochemie griff er 1915 eine Idee von Hermann Sachse auf, dass Cyclohexan in zwei räumlich unterschiedlichen stabilen Formen vorliegt. Mit seiner Erklärung erweiterte er auch die Theorie der Baeyer-Spannung. Seine Vorhersage zweier spannungsfreier stabiler Formen von Decalin wurde um 1925 von Walter Hückel bestätigt. Danach wurde diese Konformationslehre von Ringen Sachse-Hermann-Theorie genannt. Er stellte auch Überlegungen zur Struktur des Diamanten an und dem Zusammenhang mit seinen Eigenschaften.
Er bearbeitete 1902 bis 1910 die 8. bis 10. Auflage des Lehrbuchs der Organischen Chemie von August Bernthsen (zum Beispiel die Abschnitte Tautomerie und Isozyklische Verbindungen, das heißt mit Ringstrukturen nur aus Kohlenstoff), und 1911 bis 1916 schrieb er Übersichtsartikel (Fortschritte der Organischen Chemie) für die Chemiker-Zeitung, um sein Gehalt aufzubessern.

## Schriften
- mit Hermann Sachse: Zur Konformation des Cyclohexans. Ostwalds Klassiker der exakten Wissenschaften, 274.